# Kantoorgracht
De Kantoorgracht is een gracht en straatnaam in het noordelijke deel van de binnenstad van Delft. De gracht is in het westen langs de Geerweg (vroeger werd dit de Nobelstraatsgracht genoemd) verbonden met de noordelijke Kolk van Delft. In het oosten staat de gracht in verbinding met het Rijn-Schiekanaal. In het verlengde van de gracht, aan de oostzijde van het kanaal, bevindt zich de Tweemolentjesvaart (of Nootdorpervaart) richting Nootdorp. 
Aan de gracht bevond zich het oudemannenhuis voor oude mannen, wezen en broeders. 

## Vers water voor de middeleeuwse bierindustrie
De bierindustrie van Delft bevond zich in de 15e eeuw in het westen aan de Oude Delft en de Voorstraat en Koornmarkt (Nieuwe Delft). De afwatering geschiedde via de Schie. Het verse water werd via de Nootdorpervaart met de in 1450 gebouwde Duyvelsgatmolen de Kantoorgracht opgepompt en richting Oude en Nieuwe Delft geleid.

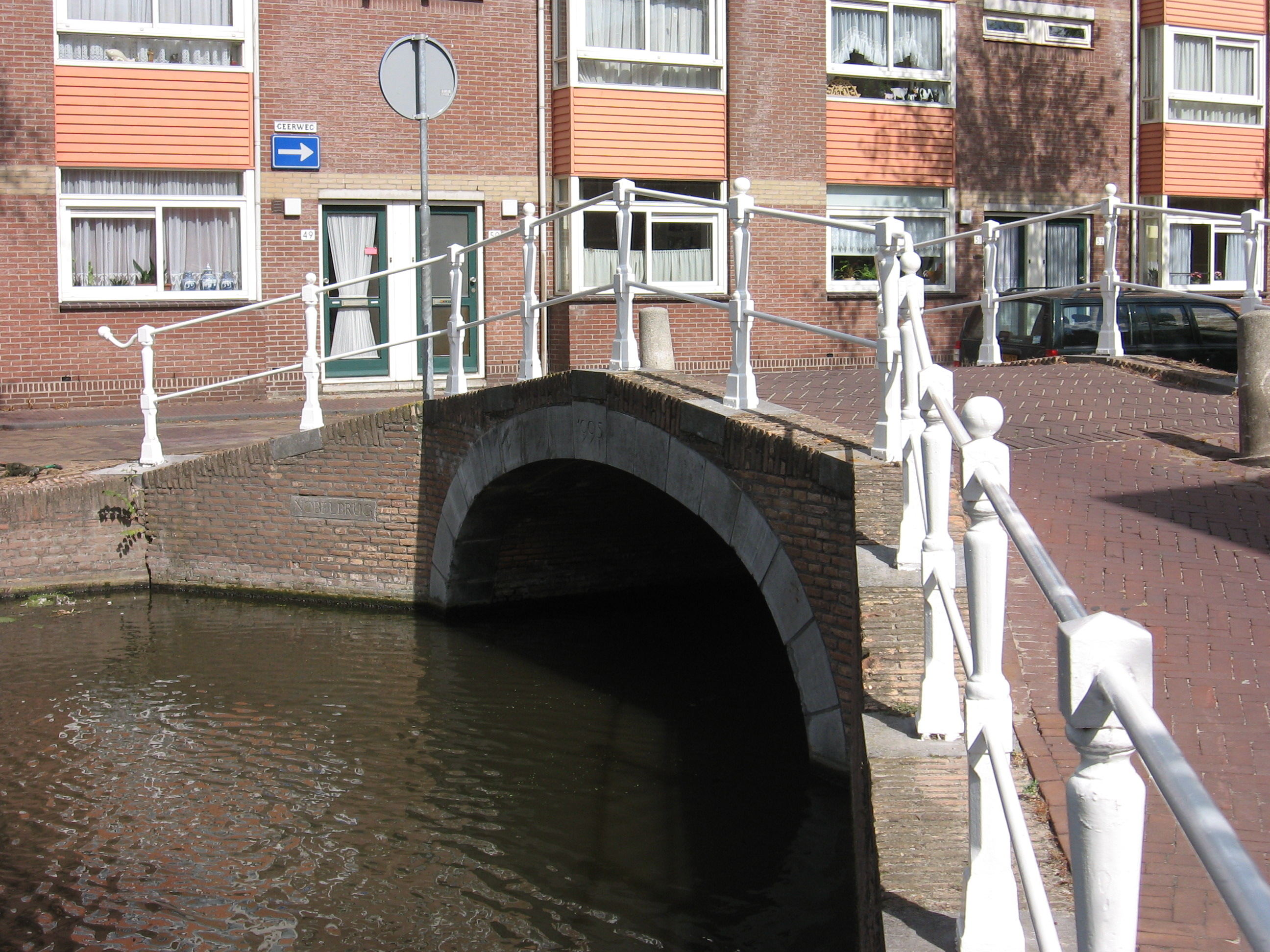
De in 1995 gebouwde Nobelbrug

Eerste noord-zuid hoofdgracht: Oude Delft en Noordeinde
Tweede noord-zuid hoofdgracht: Nieuwe Delft (Korte/Lange Geer ·
Koornmarkt ·
Wijnhaven ·
Hippolytusbuurt ·
Voorstraat)
Derde noord-zuid hoofdgracht: Verwersdijk ·
Vrouwjuttenland ·
Burgwal ·
Brabantse Turfmarkt ·
Achterom
     Verlegging: Vrouwenregt · Oosteinde
Oost-west grachten:
Voldersgracht ·
Molslaan ·
Gasthuislaan ·
Zuidergracht
Binnenwatersloot ·
Nieuwe en Oude Langendijk ·
Vlamingstraat ·
Rietveld ·
Kantoorgracht
Buiten het centrum:
Buitenwatersloot ·
Westsingelgracht